# 하시무라 이리나
하시무라 이리나(일본어: 橋村 依里南, 1월 4일~)는 일본의 그라비아 아이돌이다. 구예명은 이즈미나 아이나(泉屋アイナ)이며, 2022년 미스 주간 실화 WJ걸스 2022 후보에 올랐었다.